# Грэнтэм, Джереми
Джереми Грэнтэм (англ. Robert Jeremy Goltho Grantham; род. 6 октября 1938) — британский инвестор-миллиардер, в 1977 г. сооснователь бостонской компании Grantham, Mayo, Van Otterloo & Co. (GMO) — ныне со $160 млрд под управлением, её главный инвестиционный стратег и член совета. Его называют одним из самых известных инвесторов в мире, «легендарным инвестором». Он филантроп. Критик правительственных реакций на Финансовый кризис 2007—2008 годов
В 2011 был включен в список 50 самых влиятельных людей мира издания Bloomberg Markets.

## Биография
Он был ребёнком, когда его отец умер на войне.
Окончил Шеффилдский университет, где изучал экономику. Перебрался из Англии в Бостон в 1964 году. В 1966 получил степень MBA в Гарвардской школе бизнеса.
Свою карьеру начал экономистом в Royal Dutch Shell. В 1971 стал сооснователем Batterymarch Financial Management.
Называл себя «одним из последних либеральных республиканцев».
Вместе с супругой в 1997 году основал экологический фонд, которому пообещал пожертвовать 98 % своего состояния.
Известен своими верными прогнозами кризисов 2000 и 2008 гг.
Есть дети.

## Награды и премии
Был награждён Орденом Британской империи(CBE) за благотворительную деятельность в области изменения климата.
- 2009 Почётная степень, Имперский колледж, Лондон.
- 2010 Почётная степень, Новая Школа, Нью-Йорк.
- 2012 Почётная степень, Шеффилдский университет.